# Golden Gate (Schiff)
Die Golden Gate war ein 1851 in Dienst gestellter Raddampfer der US-amerikanischen Reederei Pacific Mail Steamship Company, der Passagiere und Post von San Francisco nach Panama und zurück beförderte. Sie galt als eines der schnellsten Schiffe an der amerikanischen Westküste. Am 27. Juli 1862 brannte die Golden Gate vor der mexikanischen Küste aus, strandete und brach auseinander. 204 Passagiere und Besatzungsmitglieder kamen dabei ums Leben.

## Das Schiff
Der 2067 BRT große hölzerne Raddampfer Golden Gate wurde auf der Werft von William Henry Webb in New York gebaut und am 1. Juli 1850 auf Kiel gelegt. Das 81,99 Meter lange und 12,19 Meter breite Schiff hatte drei Decks, drei Masten, zwei Schornsteine und zwei Schaufelräder, die jeweils einen Durchmesser von 10,24 Meter hatten. Im September 1851 verließ das fertige Schiff New York und traf nach Zwischenstopps in Rio de Janeiro und Valparaíso am 19. November 1851 erstmals in San Francisco ein. Die Zeitungen der Stadt priesen sie als das „größte und schnellste Schiff in unseren Gewässern“ und das „beste Musterbeispiel der Schiffsbaukunst auf dem Pazifik“.
In einer Zeit, in der in amerikanischen Zeitungen regelmäßig Schiffsverluste gemeldet wurden, wiesen die Eigner des Schiffs, die Pacific Mail Steamship Company, eine hervorragende Sicherheitsstatistik auf. Die Golden Gate war darüber hinaus eines der damals schnellsten Schiffe auf ihrer Route. In ihren ersten vier Dienstjahren (1851 bis 1855) hielt sie den Geschwindigkeitsrekord für die Wegstrecke von San Francisco nach Panama, die sie in elf Tagen und vier Stunden bewältigte. Dabei fuhr sie bei einer durchschnittlichen Geschwindigkeit von 12 Knoten. Am 2. September 1852 wurde das Schiff von den Behörden beschlagnahmt, weil mehr Passagiere aufgenommen worden waren, als zugelassen waren. Im Jahr darauf kollidierte sie fast mit Cornelius Vanderbilts Dampfer Sierra Nevada und 1854 ging sie bei Point Loma auf Grund.

## Das Unglück
Am Montag, dem 21. Juli 1862 um 14.30 Uhr legte die Golden Gate unter dem Kommando von Kapitän W. W. Hudson in San Francisco zu einer weiteren Überfahrt nach Panama ab. An Bord waren 96 Besatzungsmitglieder und 242 Passagiere, davon 95 in der Kabinenklasse und 147 in der Zweiten Klasse. Unter den Reisenden der Ersten Klasse befanden sich mehrere wohlhabende Familien, die mit Dienstboten und Kindermädchen reisten. Ebenfalls an Bord waren Goldbarren im Wert von 1,4 Millionen US-Dollar, die nach New York und Philadelphia geliefert werden sollten. Der eigentliche Kapitän des Schiffs, R. H. Pearson, war mit an Bord, befand sich aber nicht im Dienst. Er war als Passagier an Bord, um in den Süden zu reisen.
Sechs Tage nach der Abfahrt, am 27. Juli 1862, befand sich die Golden Gate etwa 15 Seemeilen vor der mexikanischen Küstenstadt Manzanillo. Kurz vor 17 Uhr, als den Passagieren das Abendessen serviert wurde, wurde im hinteren Teil des Maschinenraum ein Feuer entdeckt. Die Kapitäne Hudson und Pearson begaben sich umgehend zum Ort des Ausbruchs des Feuers und entschieden nach etwa 15 Minuten, das Schiff am Strand von Manzanillo stranden zu lassen. Pearson übernahm die Feuerbekämpfung, während sich Hudson um die Navigation kümmerte. Die Golden Gate nahm Kurs auf den Strand, der heute als Playa de Oro bekannt ist.
Gleichzeitig wurde das Verlassen des Schiffs angeordnet. Etwa 100 Passagiere wurden in den vorderen Bereich beordert; die übrigen Reisenden im achteren Teil des Schiffs waren von der Kommunikation abgeschnitten, da die Vorwärtsbewegung der Golden Gate die Flammen und den Rauch anfachten und nach hinten trieben. Auch mit dem Maschinenraum war nach kurzer Zeit keine Verständigung mehr möglich. Das Schiff war mit mehreren Rettungsbooten, Pumpen zur Feuerbekämpfung und ausreichend Schwimmwesten für ihre Passagierkapazität ausgerüstet. Es konnten aber nur einige Boote ausgesetzt werden. Zahlreiche Passagiere suchten Zuflucht am Heck und sprangen von dort vom Schiff, als die Flammen sie erreichten. Viele wurden von dem Wellengang gegen den Schiffsrumpf geworfen. Um 17.15 Uhr befand sich die Golden Gate immer noch drei bis vier Meilen vom Ufer entfernt.
Dort lief das brennende Schiff schließlich um 17.30 Uhr etwa 270 Meter vom Strand entfernt in der Nähe eines Plena Blanca genannten Felsens auf Grund und zerbrach in der Brandung. Das Oberdeck brach zusammen, und der Vordermast stürzte um. Die Maschinen liefen währenddessen immer noch weiter. Dutzende Passagiere und Besatzungsmitglieder erreichten das Ufer nach stundenlangem Aufenthalt im Wasser. Zahlreiche Tote wurden am Strand von Playa de Oro beerdigt. Noch ein Jahr nach dem Unfall wurden Leichen an Land gespült und vor Ort beigesetzt. Insgesamt kamen 204 Menschen (170 Passagiere und 34 Besatzungsmitglieder) durch den Brand an Bord der Golden Gate ums Leben, darunter viele Frauen und Kinder. 72 Passagiere und 62 Besatzungsmitglieder überlebten, darunter beide Kapitäne. (Die Zahl der Toten wird in unterschiedlichen Quellen auch mit 173, 213 und 223 angegeben).
Am 6. August 1862 wurde ein Großteil der Überlebenden an Bord des Dampfers St. Louis nach San Francisco zurückgebracht. Vier Tage später wurde in den lokalen Zeitungen die erste Liste der Toten und Vermissten veröffentlicht. In New York traf die Nachricht von dem Unglück wegen eines Bruchs in den Telegrafenleitungen erst am 8. August ein, knapp zwei Wochen nach dem Unfall. Aus dem Wrack konnten Goldbarren im Wert von 300.000 US-Dollar geborgen werden, welche im Februar 1863 an Bord des Pacific Mail-Dampfers Constitution nach San Francisco verschifft wurden.